# Нора Тумі
Нора Тумі (нар. 31 жовтня 1971 ) — ірландська мультиплікаторка, режисерка, сценаристка, продюсерка та акторка озвучування, співвласниця студії Cartoon Saloon (Кілкенні, Ірландія). Тумі стала відомою завдяки режисерській роботі над мультфільмами «Таємниця абатства Келс» (разом із Томмом Муром) та «Хлібодавець». Обидві стрічки номінувалися на кінопремію «Оскар» в категорії «Найкращий анімаційний художній фільм».

## Освіта
Тумі навчалася в середній школі St. Mary's High School в місті Мідлтон, графство Корк, Ірландія, але в 15 років покинула навчання, так і не отримавши диплому. Мати допомогла Норі влаштуватися на роботу до місцевого майстра, де вона пропрацювала кілька років. Ще деякий час вона працювала на місцевій фабриці. За словами самої Тумі, це дозволило їй стати більш упевненою у власних силах. Коли Тумі виповнилося 20 років, мати й сестра допомогли їй підготувати документи для вступу до Балліфермотського коледжу (Ballyfermot College of Further Education) в Дубліні на курс «Школа анімації». Тумі закінчила коледж у 1995 році.

## Кар'єра
Після закінчення Балліфермотського коледжу Тумі починає працювати в анімаційній студії Brown Bags Film у Дубліні. У 1999 році Нора Тумі, Томм Мур, Пол Янг та Росс Мюррей засновують студію Cartoon Saloon. У 2002 році Тумі створює короткометражний мультфільм «З темряви», котрий було відзначено нагородами. Цей фільм не має діалогів і заснований на інуїтській легенді про рибака. Також Тумі працювала над успішним телевізійним мультсеріалом «Скунс-Фу!»
Далі Тумі написала та зрежисерувала анімаційний короткометражний фільм «Cúilín Dualach» («Хлопчик навспак»), котрий вийшов у 2004 році. Заснований на оповіданні Джекі Макдонаха, фільм розповідає про хлопчика, голова у якого росте задом наперед. Тільки мати любить і приймає хлопця таким, як він є, тож йому доводиться важко працювати, аби здобути прийняття решти людей, але найголовніше — свого батька.
Разом із Томмом Муром Тумі створює повнометражний анімаційний фільм «Таємниця абатства Келс», де також озвучує деяких другорядних персонажів. Події стрічки відбуваються в Ірландії ІХ століття, саме в той час, коли була написана Келльська книга. За сюжетом, дванадцятирічний хлопчик-сирота, котрого виховує суворий дядько, аббат Келлах, намагається допомогти майстрові Ейдану закінчити ілюстрування чудової книги, яку ченець привозить із собою, рятуючи зі зруйнованого норманами монастиря. Прем'єра фільму відбулася на Берлінському міжнародному кінофестивалі в лютому 2009 року. «Таємниця абатства Келлс» була номінована у категорії «Найкращий художній фільм» на 82-й церемонії вручення премії «Оскар».
Наступним художнім фільмом, над яким Тумі працювала на студії Cartoon Saloon, стала «Пісня моря» у 2014 році (режисер Томм Мур). В цьому проекті вона керувала процесом розкадровки та була режисером озвучування.
Далі вона зрежисерувала анімаційний художній фільм «Хлібодавець», що вийшов у 2017 році. Заснований на романі-бестселері Дебори Елліс, фільм розповідає історію 11-річної дівчинки на ім'я Парвана, котра змушена одягнутися хлопчиком і стати єдиним годувальником для своєї родини, коли її батька заарештовують таліби. Прем'єра фільму відбулася на Міжнародному кінофестивалі в Торонто у вересні 2017 року, а в широкий прокат стрічка вийшла в листопаді 2017 року. Це перший повнометражний фільм, в якому Тумі була єдиним режисером. Під час роботи над «Хлібодавцем» Тумі потрапила до переліку «10 Animators to Watch» тижневика Variety за 2017 рік.
Тумі є членом Американської Академії кінематографічних мистецтв і наук.

## Теми та стиль
Фільми Тумі часто торкаються теми дорослішання, а героями в них є діти-підлітки, котрі стикаються з різними міфічними світами, з важливістю історій та доведення їх до кінця, з питаннями прийняття, проблемами в родині та суспільстві. Її фільми поєднують у собі традиційну мальовану та комп'ютерну анімацію, але найчастіше їх малюють вручну, а в їхньому візуальному стилі відчувається вплив тих світів, про які йдеться в її історіях.

## Схвальні відгуки
Нора Тумі стала сьомою випускницею Балліфермотського коледжу, котра номінувалася на «Оскар» (зі своїм «Хлібодавцем», який було висунуто як «Найкращий анімаційний фільм» на 90-й церемонії вручення премії «Оскар»).
«Хлібодавець» отримав 10 номінацій на 45-й церемонії нагородження премії Енні, включаючи категорію «Видатні досягнення в режисурі анімаційних фільмів» для Тумі. Перемогла стрічка в категорії «Найкращий незалежний художній анімаційний фільм». Тумі стала першою жінкою, що отримала цю нагороду як єдиний режисер фільму.

## Особисте життя
Нора Тумі має двох синів.

## Фільмографія

### Фільми
| Рік  | Назва                                                            | Режисер | Продюсер | Художній відділ | Озвучування | Роль             | Примітки                                                            |
| ---- | ---------------------------------------------------------------- | ------- | -------- | --------------- | ----------- | ---------------- | ------------------------------------------------------------------- |
| 2002 | З темріви (From Darkness)                                        | Так     | Так      | Так             |             |                  | Короткометражний Аніматор, дизайнер персонажів, режисер-постановник |
| 2003 | Три волхви (The 3 Wise Men)                                      |         |          | Так             |             |                  | Головний аніматор, аніматор ефектів                                 |
| 2004 | Хлопчик навспак (Backwards Boy)                                  | Так     |          | Так             |             |                  | Короткометражний Аніматор, автор сценарію та керівник виробництва   |
| 2009 | Таємниця абатства Келс                                           | Так     |          |                 | Так         | Додаткові голоси | Співрежисер                                                         |
| 2009 | Старий Ікло (Old Fangs)                                          |         |          | Так             |             |                  | Короткометражний Режисер-постановник                                |
| 2011 | Втеча пряничного чоловічка!!! (Escape of the Gingerbread Man!!!) |         |          |                 | Так         | Пан Фокс         | Короткометражний                                                    |
| 2014 | Пісня моря                                                       |         |          | Так             |             |                  | Головний розкадрувальник, режисер озвучування                       |
| 2014 | Somewhere Down the Line                                          |         |          |                 | Так         | Додаткові голоси | Короткометражний                                                    |
| 2017 | Хлібодавець                                                      | Так     |          |                 |             |                  |                                                                     |

### Телебачення
| Рік             | Назва                                                 | Продюсер | Примітки         |
| --------------- | ----------------------------------------------------- | -------- | ---------------- |
| 2015            | Едді з Царства Вічності (Eddie of the Realms Eternal) | Так      | Телесеріал       |
| 2015–сьогодення | Тупикова скеля (Puffin Rock)                          | Так      | Творчий продюсер |